# فرودگاه ترومسو
فرودگاه ترومسا (به انگلیسی: Tromsø Airport) (به زبان بومی: Tromsø lufthavn, Langnes) یک فرودگاه همگانی مسافربری با کد یاتا TOS است که یک باند فرود آسفالت دارد و طول باند آن ۲۳۹۲ متر است. این فرودگاه در شهر ترومسا کشور نروژ قرار دارد و در ارتفاع ۹ متری از سطح دریا واقع شده‌است.

## شرکت‌های هواپیمایی و مقصدهای پروازی

### مسافری

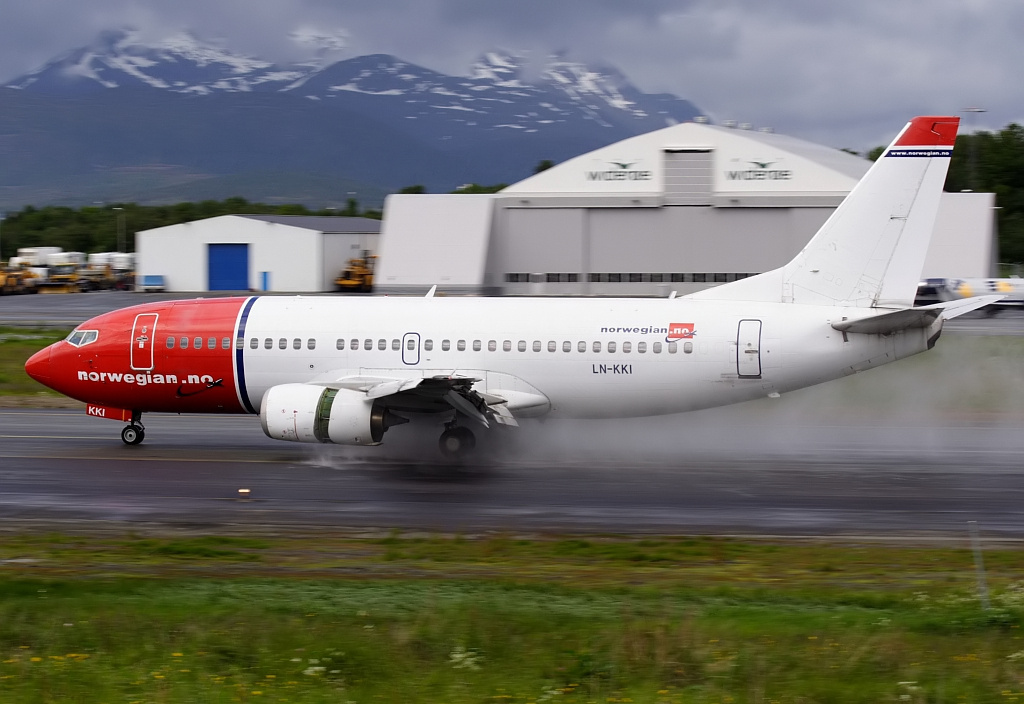
نروجین ایر شاتل بوئینگ ۷۳۷ کلاسیک in Tromsø

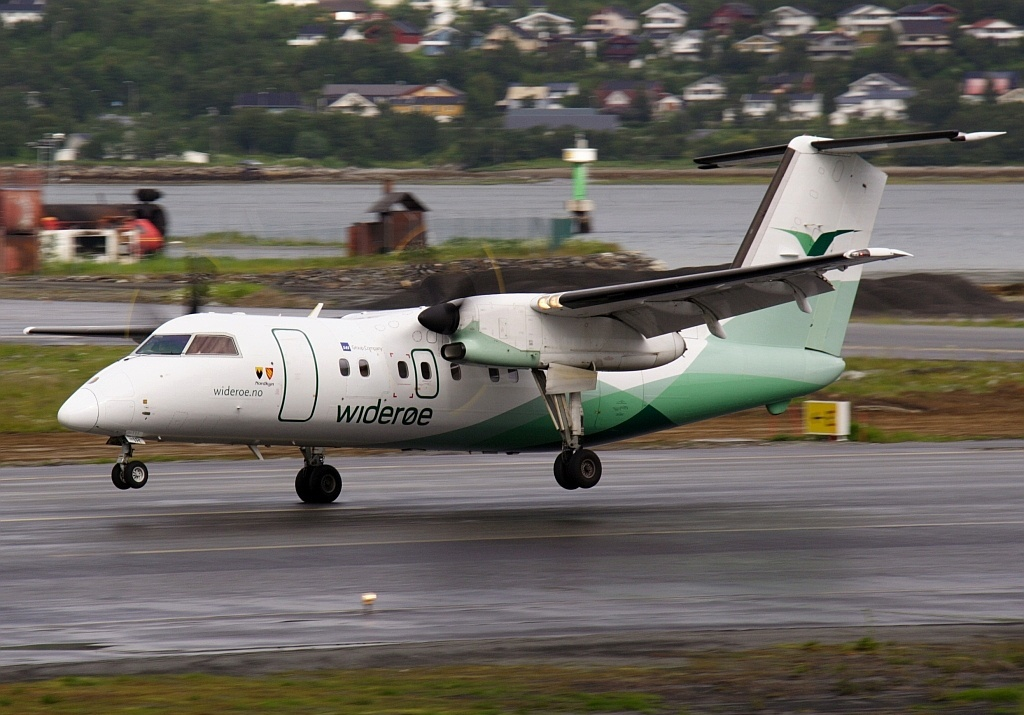
ویدروئه de Havilland Canada Dash 8-103 in Tromsø

| شرکت‌های هواپیمایی                       | مقصدهای پروازی |
| --------------------------------------- | --- |
| بی‌اچ ایر                                | چارتر فصلی: بورگاس |
| FlyViking                               | آلتا، بودو، هامرفست، اسکاگن استوکمارکنس |
| جرمنیا                                  | چارتر فصلی: مونیخ |
| ادلوایس ایر                             | فصلی: زوریخ |
| Helvetic Airways                        | فصلی: زوریخ |
| نکست‌جت                                  | لولئو (PSO), اولو (PSO) |
| لوفت‌هانزا                               | فصلی: فرانکفورت |
| نروجین ایر شاتل                         | گاردرموئن اسلو فصلی: آلیکانته-الچه، آلتا، گاتویک، گرن کناریا چارتر: آنتالیا، خانیا |
| هواپیمایی اسکاندیناوی                   | آلتا، بودو، کپنهاگ (آغاز از ۱۶ دسامبر ۲۰۱۷), گاردرموئن اسلو، استکهلم-آرلاندا، لانگیر سوالبارد، ورنس تروندهایم فصلی: خانیا، پالما د مایورکا                                                                                     |
| هواپیمایی اسکاندیناوی اجرا توسط جت تایم | ورنس تروندهایم |
| Thomas Cook Airlines Scandinavia        | گرن کناریا |
| ترانساویا.کام                           | چارتر: اسخیپول آمستردام |
| ویدروئه                                 | آلتا، اندنس اندیا، فلسلند برگن، بتسفیورد، برلواگ، بودو، هارستاد/نارویک اونس، هاسویک، هامرفست، هنینگسواگ والان، کرکنس، لکسلو باناک، لکنز، مهامن، گاردرموئن اسلو، اسکاگن استوکمارکنس، هلو سلوار، سورکیوسن، ورنس تروندهایم، وادسو |

### باری
| شرکت‌های هواپیمایی                      | مقصدهای پروازی                                             |
| -------------------------------------- | ---------------------------------------------------------- |
| Posten Norge اجرا توسط West Air Sweden | هارستاد/نارویک اونس، بودو، گاردرموئن اسلو، لانگیر سوالبارد |